# Kościół św. Rocha w Oławie
Kościół Świętego Rocha – rzymskokatolicki kościół pomocniczy należący do parafii Najświętszej Marii Panny Matki Pocieszenia w Oławie.
Świątynia została wzniesiona na miejscu średniowiecznej kaplicy szpitalnej pod wezwaniem św. Barbary. Budowla powstała w 1604 roku jako kaplica cmentarna, natomiast 100 lat później została przebudowana w stylu barokowym. Wyposażenie wnętrza powstało w drugiej połowie XVIII wieku. Najcenniejszym jego elementem jest obraz „Zwiastowanie” – dzieło Johanna Claessensa – malarza z dworu wrocławskiego biskupa, który ufundowała Jadwiga Elżbieta Amalia Sobieska, małżonka królewicza Jakuba Ludwika Sobieskiego, jako wotum dziękczynne za uwolnienie z twierdzy w Kőnigstein męża, uwięzionego w niej przez jego rywala do tronu polskiego, Augusta II Mocnego. Obecnie w świątyni odprawiane są również nabożeństwa dla grekokatolików z parafii Narodzenia Najświętszej Bogurodzicy.
Prezbiterium świątyni zakończone jest trójbocznie i na jego osi znajduje się wejście do małej zakrystii. Wnętrze posiada bardzo skromny charakter i nakrywa je płaski strop. Od zachodniej strony jest umieszczony chór podparty dwoma słupami. Świątynię nakrywa dach czterospadowy. Budowla posiada po trzy okna na każdej ze ścian bocznych, zwieńczone półokrągłymi łukami. Podział ścian, od strony zewnętrznej, jest ramowy i zakończony profilowanym gzymsem. Od lewej strony, obok wejścia do kościoła, znajduje się postawiona na cokole figura św. Jana Nepomucena, wykonana z piaskowca w 1706 roku.